# Hur tokigt som helst (film, 1954)
Hur tokigt som helst (engelska: Living It Up) är en amerikansk komedifilm från 1954 i regi av Norman Taurog. I huvudrollerna ses Dean Martin och Jerry Lewis. Filmen är baserad på musikalen Hazel Flagg från 1953 av Ben Hecht, som i sin tur bygger på berättelsen Letter to the Editor av James H. Street. En tidigare filmversion hade gjorts 1937, Ingenting är heligt, med Carole Lombard och Fredric March, regisserad av William A. Wellman. 1954 års filmversion innehåller bland annat originalmusik av Walter Scharf och kostymer av Edith Head.

## Rollista i urval
- Dean Martin - Steve Harris
- Jerry Lewis - Homer Flagg
- Janet Leigh - Wally Cook
- Edward Arnold - Borgmästaren
- Fred Clark - Oliver Stone
- Sheree North - Jitterbuggdansare
- Sammy White - Servitör
- Sig Ruman - Dr. Emile Egelhofer
- Richard Loo - Dr. Lee